# 涂翔鳳
涂翔鳳（?—?），江西省南昌府豐城縣人，清朝政治人物、同進士出身。
光緒三年（1877年），参加丁丑科殿試，登進士三甲第22名。同年五月，分部學習。